# Cal Cabaler del Ros
Cal Cabaler del Ros és una obra de la Guàrdia d'Urgell, al municipi de Tornabous, (Urgell) inclosa a l'Inventari del Patrimoni Arquitectònic de Catalunya.

## Descripció
És un edifici de planta quadrangular, tres plantes i golfes, cobert a doble vessant de teula àrab i acabat en frontó triangular perquè els aiguavessos escupen els costats.
Els murs de l'habitatge presenten diferents paraments assenyalant diversos moments constructius: parament de carreus irregulars, de carreus regulars arrebossat i altres petites parts cobertes amb totxanes. Els murs estan en mal estat de conservació. La planta baixa presenta la porta d'ingrés allindada. A la llinda s'ha de destacar el camp epigràfic amb bordura remarcada en baix relleu, on es llegeix: "Pere Soler Any 1762" al voltant d'una simple forma geomètrica coronada amb una creu.
La primera i la segona planta són les destinades a habitació i es tradueixen a l'exterior amb petites finestres a les quatre façanes. A la façana principal només hi ha una balconada tot justa a sobre de la porta allindanada de l'entrada. La resta d'obertures són en forma de petites finestres quadrades, moltes de les quals estan actualment tapiades amb petites pedres. Just sota la teulada hi ha les golfes, que tenen poca llum, ja que solament hi ha una o dues obertures quadrades minúscules.
Aquest edifici és de l'any 1762, però Cal Ros té una segona fase de construcció posterior en la qual s'afegeixen altres estructures annexes, com un corral al costat lateral dret i un petit cos davanter adjunt a la façana principal. El corral és format per un mur baix amb aparell regular i presenta una gran obertura en forma de porta. És de grans dimensions i adopta una estructura quadrangular.
El petit cos annex a la façana principal és de l'any 1884, tal com assenyala la llinda de la porta d'accés. És de planta quadrada amb una coberta lleugerament inclinada, de teula àrab i aparell molt irregular lligat amb morter. A la cara est hi ha la porta d'entrada, formada per pedres de grans dimensions que dissenyen els costats suportant la llinda. Més amunt s'obre una finestra quadrangular.